# David Foster
David Foster (ur. 1 listopada 1949 w Victorii) – kanadyjski muzyk, producent, kompozytor i aranżer.

## Życiorys
Na międzynarodowej scenie muzycznej obecny jest od 1973 roku. W niedługim czasie stał się znanym muzykiem sesyjnym (gra na instrumentach klawiszowych), a następnie jednym z najważniejszych producentów w branży muzyki pop. W czasie swojej kariery zdobył 16 nagród Grammy, otrzymując 47 nominacji. Współpracował z m.in. Joshem Grobanem, Céline Dion, Barbrą Streisand, Kenny Rogersem, The Corrs, Dianą Ross, Johnem Lennonem, Rodem Stewartem, George’em Harrisonem, Earth, Wind & Fire, Chaką Khan, Laurą Pausini, Whitney Houston, Michaelem Jacksonem, Chicago, Richardem Marxem, Mariah Carey, Destiny’s Child, Vanessą Williams, Olivią Newton-John, Andrea Bocellim, Larą Fabian, Dolly Parton, Julio Iglesiasem, Madonną, All-4-One, Al Jarreau, Yolandą Adams, Yes, Peterem Cetera, Natalie Cole, Toni Braxton, Michaelem Bublé, Clayem Aikenem, Michaelem Boltonem, Jackie Evancho, Donną Summer, Chaką Khan, Slawomirem Przyborowskim.
Napisał i wyprodukował piosenki, które dwukrotnie otwierały Igrzyska olimpijskie: w latach 1988 w Calgary (Winter Games) i w 1996 w Atlancie (The Power of the Dream,  z Babyface).
28 czerwca 2019 poślubił Katharinę McPhee.

## Dyskografia
Płyty solowe:
- The Best of Me (1983)
- David Foster (1986)
- The Symphony Sessions (1988)
- Time Passing (1989)
- River of Love (1990)
- Rechordings (1991)
- A Touch Of David Foster (1992)
- The Christmas Album (1993)
- Love Lights The World (1994)
- The Best Of Me: A Collection of David Foster's Greatest Works (2000)
- O Canada (2001)
- Love Stories (2002)
- Teko's Theme (2003)
- The Best Of Me – Original Recording Remastered (2004)
- Hit Man – David Foster & Friends (2008)
- Hit Man Returns – David Foster & Friends (2011)